# Johanna Weise
Johanna Schiess-Weise (* 8. Mai 1928 in Gotha, Thüringen; † 8. November 2023 in St. Gallen) war eine deutsch-schweizerische Kostümbildnerin.

## Leben
Johanna Weise absolvierte von 1948 bis 1949 ein Studium in der Kostümbildklasse am Bauhaus Weimar. Von 1950 bis 1955 studierte sie Kostümbild, Theater-, Musik- und Operngeschichte an der Meisterschule für Kunsthandwerk Berlin-West. Im Jahr 1955 legte sie das Staatsexamen ab.
In den Jahren 1956 und 1957 arbeitete sie als Kostümbildnerin am Städtebundtheater Biel-Solothurn. Von 1958 bis 1990 war sie Kostümbildnerin und Leiterin der Kostümabteilung am Stadttheater St. Gallen. Daneben sowie nach 1990 war sie auch freischaffend tätig, unter anderem für die Bühne 64 in Zürich, das Musiktheater der Orchestergesellschaft Biel und die Oper Leipzig. Ausserdem arbeitete sie jahrzehntelang als Kostümbildnerin für die Theatergesellschaft Wil.
Johanna Weise schuf die Kostümausstattungen von über 700 Produktionen aller Sparten. 600 davon erarbeitete sie am Stadttheater St. Gallen unter Regisseuren wie Jaroslav Gillar, Klaus Gmeiner, Robert Herzl, Heinz Lukas-Kindermann, Günther Lohse, Samy Molcho, Dietmar Pflegerl und Wolfgang Zörner.
Weise erfasste ein Werk und seine Interpretation aufgrund von grosser Stil- und Farbsicherheit. Zudem folgten ihre Kostüme detailgenauen und historischen Vorlagen. Die Farbabstimmung der Kostüme untereinander sowie mit dem Bühnenbild sorgten für dramaturgisch aussagekräftige Bilder.
Ab 1988 arbeitete Johanna Weise an der Einrichtung zweier Klassen zur Ausbildung von Theaterschneiderinnen und Gewandmeisterinnen mit. Von 1990 bis 1997 war sie als erste Fachexpertin Prüferin an der Frauenfachschule Zürich. Sie war langjähriges Vorstandsmitglied des Schweizerischen Bühnenkünstler- und Bühnenkünstlerinnenverbands (SBKK).
Johanna Weise entwarf die erste Amtstracht für Frauen in der Kantonsregierung von Appenzell Innerrhoden.
Sie starb im November 2023 im Alter von 95 Jahren in St. Gallen. Sie wohnte zuletzt in Trogen AR, wo sie auch beerdigt wurde.

## Auszeichnungen
- 1966: Förderungspreis der Stadt St. Gallen